# Layering
Le layering, ou l'art du saho, est une approche traditionnelle de la beauté au Japon. Il consiste à superposer sur son visage, matin et soir, différentes strates de soins démaquillants et purifiants suivant un ordre méthodique.

## Résumé
Au Japon, l’idéal de beauté féminine se définit par un teint lumineux et transparent et ce depuis plusieurs siècles. Prendre soin de sa peau s’apparente à un véritable art de vivre, comportant ses propres rituels.
Le bien-être ritualisé de la peau se décline au Japon par l’art du « saho » ou « layering » (sa traduction occidentale signifie « superposition ») qui consiste à multiplier les couches de produits pour démaquiller, nettoyer, purifier et protéger la peau des agressions extérieures (soleil, pollution, calcaire...) afin d’optimiser son éclat.
Le nom français de ce rituel est « Millefeuille » et a été popularisée par la blogueuse française Sonia (Les Chroniques de Sonia) qui a également déposé le nom en tant que marque auprès de l'INPI. 
En France, l’arrivée du layering coïncide à peu près avec la montée en popularité du cosmétique naturel qui prône non seulement une consommation éclairée des produits dont on fait usage, mais également une approche de la beauté qui est avant tout un art de vivre. 
La marque franco-japonaise Evidens De Beauté propose par ailleurs une ligne de soin inspiré de Saho.

## Méthode
Le double nettoyage correspond aux deux premières étapes. Sans ce nettoyage l'épiderme n'est pas prêt à recevoir les actifs des soins hydratants qui sont les autres étapes du rituel en six étapes :
- le premier nettoyage a pour mission d’enlever les corps gras du visage à l’aide d’une huile démaquillante ;
- le savon complète le premier nettoyage en éliminant le surplus d'huile ainsi que les impuretés liées à la pollution ;
- la lotion intervient pour parfaire le démaquillage et éliminer les dernières traces de calcaire qui se sont déposées durant la phase de nettoyage ;
- s’ensuit l’application d’un sérum, puis d’une crème de jour ou de nuit qui complétera l’effet du sérum et protégera la peau des agressions extérieures.
- la journée, l'application d'une crème solaire visage complète le rituel pour protéger la peau des rayons UVA/UVB et prévenir le vieillissement cutané comme les taches.